# Liste der Stolpersteine in Quickborn

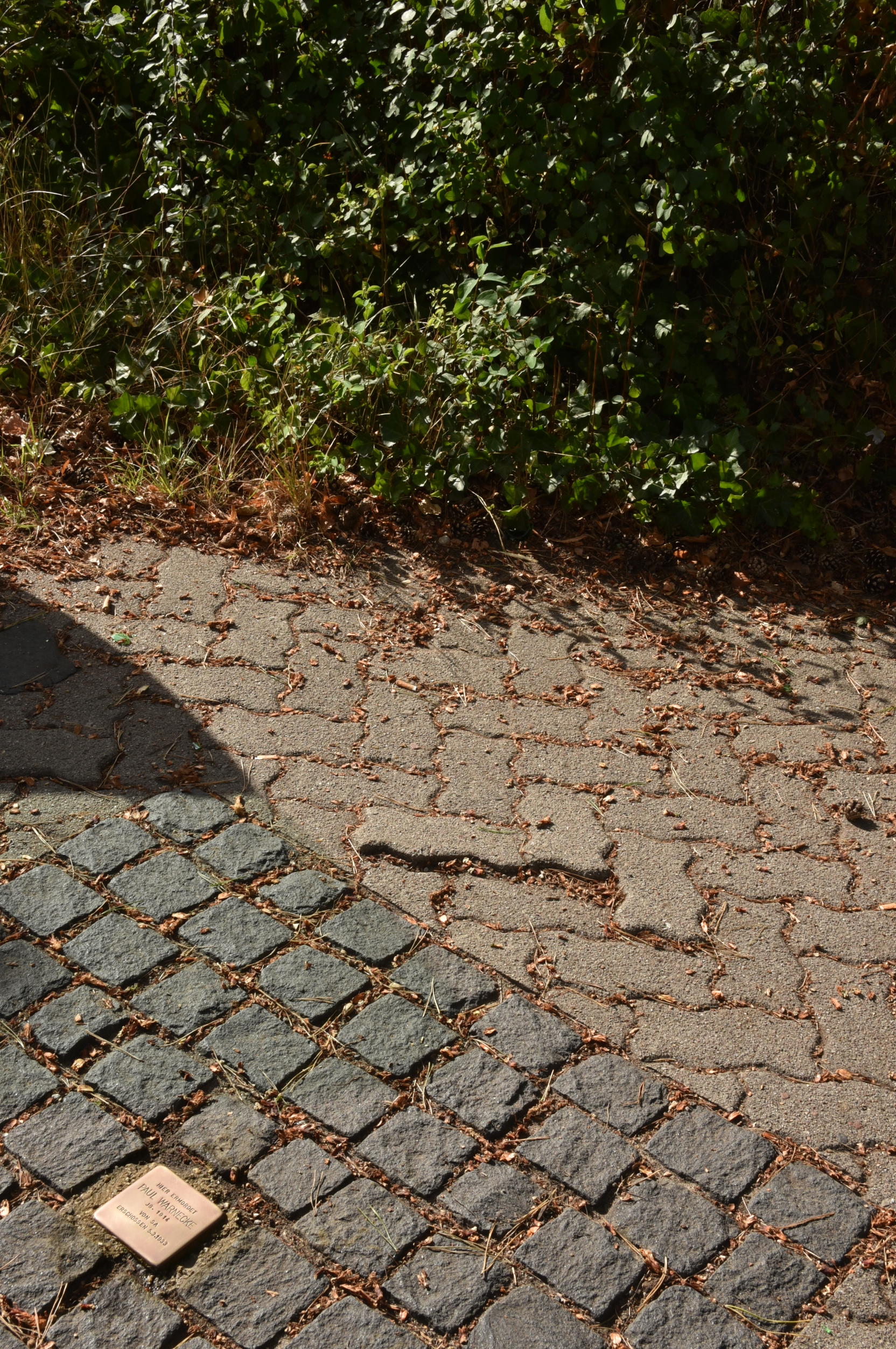
Stolperstein in Quickborn

Die Liste der Stolpersteine in Quickborn enthält alle Stolpersteine, die im Rahmen des gleichnamigen Kunst-Projekts von Gunter Demnig in Quickborn verlegt wurden. Stolpersteine erinnern an das Schicksal der Menschen, die von den Nationalsozialisten ermordet, deportiert, vertrieben oder in den Suizid getrieben wurden. Sie liegen im Regelfall vor dem letzten selbstgewählten Wohnsitz des Opfers.
Die ersten Verlegungen in Quickborn fanden am 27. Februar 2009 statt.

## Verlegte Stolpersteine
In Quickborn wurden bisher acht Stolpersteine an acht Stellen verlegt.
| Stolperstein | Inschrift | Verlegeort                          | Name, Leben                                  |
| ------------ | --- | ----------------------------------- | -------------------------------------------- |
|              | HIER WOHNTE HERMANN HINRICHS JG. 1878 VERHAFTET AUG. 1944 NEUENGAMME ERMORDET 18.11.1944                                                          | Fritz-Reuter-Straße 3 ·             | Hermann Hinrichs (1878–1944)                 |
|              | HIER WOHNTE MAGDA JANZEN JG. 1913 PATIENTIN IN VERSCHIEDENEN HEILANSTALTEN 'VERLEGT' 31.7.1940 HEILANSTALT BERNBURG ERMORDET 31.7.1940 AKTION T4  | Kieler Straße 138 ·                 | Magda Janzen (1913–1940)                     |
|              | HIER WOHNTE MAX KELLERMANN JG. 1897 MEHRMALS VERHAFTET KZ AUSSENLAGER FINKENWERDER TOT 31.12.1944                                                 | Friedrichsgaber Straße 37 ·         | Max Kellermann (1897–1944)                   |
|              | HIER WOHNTE JAN SODCZYK JG. 1924 VERHAFTET MÄRZ 1945 ARBEITSLAGER KIEL TOT AN HAFTFOLGEN 20.4.1945                                                | Friedenstraße 10 ·                  | Jan Sodczyk (1924–1945)                      |
|              | HIER WOHNTE PAUL THOMSEN JG. 1908 SEIT 1934 VERSCHIEDENE HEILANSTALTEN 'VERLEGT' 21.11.1941 HEILANSTALT TIEGENHOF ERMORDET 14.5.1944              | Kieler Straße 157 ·                 | Paul Thomsen (1908–1944)                     |
|              | HIER WOHNTE PAUL WARNECKE JG. 1914 VON SA ERSCHOSSEN 5.3.1933                                                                                     | Harksheider Weg/Ecke Birkenwäldchen | Paul Warnecke (1914–1933)                    |
|              | HIER WOHNTE MARTHA WEIDMANN GEB. JAEKEL JG. 1902 SEIT 1933 PATIENTIN IN VERSCHIEDENEN HEILANSTALTEN 'VERLEGT' 22.6.1943 HADAMAR ERMORDET 2.7.1943 | Heinrich-Lohse-Straße 7 ·           | Martha Weidmann, geborene Jaekel (1902–1943) |
|              | HIER WOHNTE RICHARD WEISE JG. 1889 VERHAFTET MÄRZ 1937 BUCHENWALD 'VERLEGT' 15.7.1941 PIRNA-SONNENSTEIN ERMORDET 15.7.1941 AKTION T4              | Lerchenweg/Grandweg ·               | Richard Weise (1889–1941)                    |

## Verlegedaten
- 27. Februar 2009: Friedenstraße 10, Friedrichsgaber Straße 37, Fritz-Reuter-Straße 3, Lerchenweg/Grandweg, Harksheider Weg/Ecke Birkenwäldchen
- 2. März 2012: Kieler Straße 138
- 13. Oktober 2012: Heinrich-Lohse-Straße 7
- 1. Dezember 2015: Kieler Straße 157